# Dolmen de la Cabana Arqueta
El dolmen de la cabana Arqueta o Cova dels Alarbs és un dolmen situat al terme municipal d'Espolla(Alt Empordà), inclòs a l'Inventari del Patrimoni Arqueològic i Paleontològic de Catalunya.
És un dels dòlmens d'Espolla, no gaire lluny de la línia divisòria amb el terme de Sant Climent Sescebes i molt proper a la carretera que comunica els dos pobles. Situat en un pujol de 150 m, té unes magnífiques vistes sobre la plana empordanesa. Construït entre el 2700 i el 2500 aC, és un sepulcre de corredor amb l'obertura situada al sud-est; fa 2,50 m de llarg per 2 m d'alt.

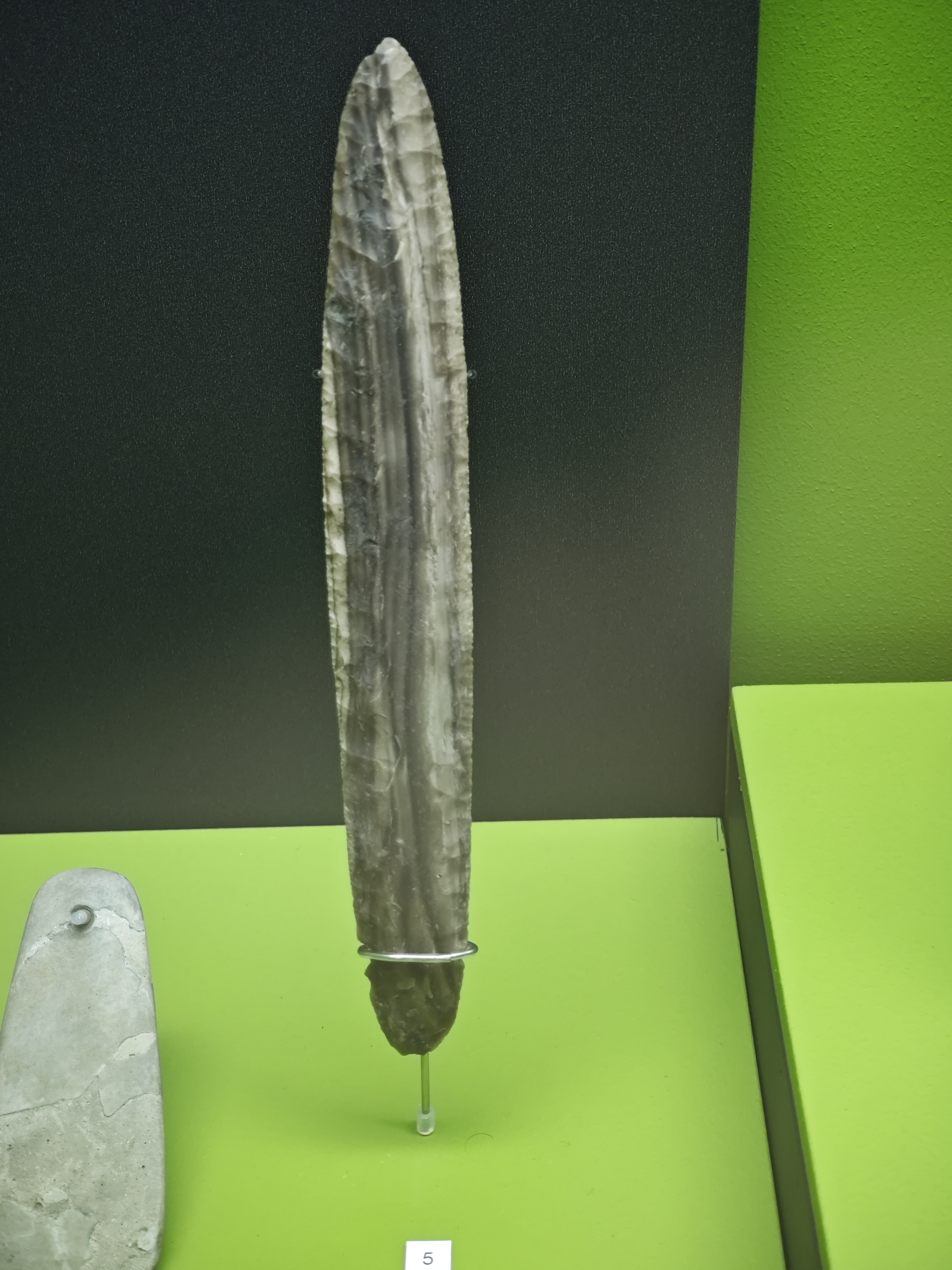
MAC-BCN16584 Punyal de sílex. Calcolític. Cabana Arqueta (Espolla)

Conegut de ben antic, el 1110 servia com a fita delimitadora; el 1866, fou visitat per un estudiós francès que resseguí molts dòlmens empordanesos; amb tot, el nom de l'estudiós ha restat en l'anonimat. El 1879, fou el mestre d'Espolla Antoni Balmanya i Ros qui el va donar a conèixer i en va publicar una nota a la revista de l'Associació Catalana d'Excursions Científiques. Durant el segle xx, ha estat estudiat i excavat diverses vegades, amb troballes importants, per part, entre d'altres, del Grup Empordanès de Salvaguarda i Estudi de l'Arquitectura Rural i Tradicional (Geseart) i també fou objecte d'una restauració a finals del segle XX per consolidar-ne les parts més malmeses.
Fou excavat per primera vegada l'any 1920 per Lluís Pericot i Pere Bosch Gimpera , els quals localitzaren un punyal de sílex a la cambra del dolmen. L'any 1970 Joan Ruiz Solanes l'excavà i el consolidà i l'any 1982, Josep Castells i Roser Vilardell hi van tornar a realitzar una intervenció arqueològica. Finalment, el GESEART, en va realitzar una restauració l'any 1994.